# George William de Saulles
George William de Saulles (* 4. Februar 1862 in Birmingham; † 21. Juli 1903 in London) war ein englischer Bildhauer und Medailleur. Signaturen: „DES“, „DS“, oder „WS“.

## Leben
De Saulles’ Vorfahren stammen aus der Schweiz. Er begann schon früh mit seiner Ausbildung an der Birmingham School of Art unter dem Direktor Edward R. Taylor. Seine Ausbildungsstätte ist heute Teil der Birmingham City University. Dann war er in der Lehre bei dem Stempelschneider John Wilcox in Birmingham. Seit 1884 arbeitete er in London für John Harvey Pinches, Medailleur und Graveur. 1888 ging er nach Birmingham zurück, zur Arbeit für den Medailleur Joseph Moore.
Ab 1892 war de Saulles Mitarbeiter der Royal Mint in London. 1893 wurde er Graveur dieser Münzstätte. Bis zu seinem Tod war er dort Stempelschneider für englische und koloniale Münzen und offizielle Medaillen.
De Saulles wurde gewählt zum Professional Associate Member der Royal Birmingham Society of Artists
1901–1903.
Zuletzt arbeitete er an einem Siegel für König Edward VII. und verstarb plötzlich nach kurzer Krankheit in Chiswick West London am 21. Juli 1903.

## Werke
- Von 1894 bis 1903 mehr als 30 Medaillen und Plaketten
- Die Stempel für die letzten Münzen der Königin Victoria, nach den Entwürfen von Thomas Brock 1893
- 1899 das Große Siegel für Königin Victoria
- Viele offizielle Siegel für die Kolonien
- 1902 die neuen Münzen nach der Thronbesteigung von Edward VII.